# Melón
|  | Aquest article tracta sobre un municipi gallec. Vegeu-ne altres significats a « Melon (tenda de música)». |

:
Melón és un municipi de la província d'Ourense a Galícia. Pertany a la Comarca do Ribeiro. Té dues parròquies: Melón i Quins, ambdues dedicades a Santa María.
| 3.324 | 3.408 | 3.315 | 2.299 | 1.552 |
| Fonts: INE i IGE (Els criteris de registre censal variaren i les dades de l'INE i de l'IGE poden no coincidir.) |       |       |       |       |